# 周明甫
周明甫（1945年—），男，汉族，山东日照人，中华人民共和国政治人物，中国共产党党员，曾任国家民族事务委员会副主任，第十一届全国政协委员，全国政协民族和宗教委员会副主任。

## 生平
2008年，当选第十一届全国政协委员，代表少数民族界，分入第四十九组。并担任民族和宗教委员会副主任。